# Lampropelma
Lampropelma là một chi nhện trong họ Theraphosidae.

## Các loài
Chi này gồm các loài:
- Lampropelma nigerrimum Simon, 1892
- Lampropelma violaceopes Abraham, 1924